# E.S.H.V. Don Quishoot
De Eindhovense Studenten Hockey Vereniging Don Quishoot is een Nederlandse studentenhockeyclub uit Eindhoven. 
De club is opgericht op 4 augustus 1997 en het tenue bestaat uit een rood shirt, grijze broek/rok en rode kousen. In september 1996 is de basis gelegd door initiatief van een aantal studenten van de Technische Universiteit Eindhoven. De club is uniek in Eindhoven, omdat de teams van de vereniging alleen uit WO en HBO-studenten uit Eindhoven bestaat. De club komt dan ook alleen in de seniorencompetities van het hockey uit. Don Quishoot speelt haar thuiswedstrijden op het Studenten Sportcentrum van de Technische Universiteit Eindhoven.
Door impulsen in populariteit van de hockeysport is Don Quishoot sterk meegegroeid in haar ledenaantal en het aantal teams. Sinds 2021 heeft de club 7 heren- en 11 damesteams. In mei 2017 opende de club haar 2de veld.